# Moussa Djenepo
Moussa Djenepo (Bamako, 15 giugno 1998) è un calciatore maliano, centrocampista dello Standard Liegi e della nazionale maliana.

## Carriera

### Club
Dopo aver militato nella squadra locale dello Yeelen Olympique, 31 gennaio 2017 passa in prestito allo Standard Liegi, che al termine della stagione lo riscatta. Esordisce in campionato il 27 agosto 2017 in occasione della trasferta persa per 4-0 contro il Club Brugge.
Il 13 giugno 2019, viene annunciato il trasferimento a titolo definitivo di Djenepo al Southampton, in Premier League, a partire dal 1º luglio seguente.
Il 5 settembre 2023, Djenepo viene nuovamente ingaggiato a titolo definitivo dallo Standard Liegi, con cui firma un contratto triennale.
Il 12 luglio 2024 passa in prestito annuale all'Antalyaspor.

### Nazionale
Ha giocato nella nazionale maliana Under-20.
Il 1º ottobre 2017 riceve la prima convocazione con la nazionale maliana, debuttando cinque giorni dopo, nella partita di qualificazione ai Mondiali 2018 pareggiata per 0-0 contro la Costa d'Avorio. Esordisce il 6 ottobre 2017 in occasione del match contro la Costa d'Avorio, valido per la qualificazione al Mondiale 2018.

## Statistiche

### Presenze e reti nei club
Statistiche aggiornate al 26 marzo 2022.
| Stagione              | Squadra               | Campionato            | Campionato | Campionato | Coppe nazionali | Coppe nazionali | Coppe nazionali | Coppe continentali | Coppe continentali | Coppe continentali | Altre coppe | Altre coppe | Altre coppe | Totale | Totale |
| Stagione              | Squadra               | Comp                  | Pres       | Reti       | Comp            | Pres            | Reti            | Comp               | Pres               | Reti               | Comp        | Pres        | Reti        | Pres   | Reti   |
| --------------------- | --------------------- | --------------------- | ---------- | ---------- | --------------- | --------------- | --------------- | ------------------ | ------------------ | ------------------ | ----------- | ----------- | ----------- | ------ | ------ |
| 2017-2018             | Standard Liegi        | D1                    | 10+7       | 1+0        | CB              | 5               | 0               | -                  | -                  | -                  | -           | -           | -           | 22     | 1      |
| 2018-2019             | Standard Liegi        | D1                    | 25+7       | 7+1        | CB              | 0               | 0               | UCL+UEL            | 1+5                | 0+3                | SB          | 1           | 0           | 39     | 11     |
| 2019-2020             | Southampton           | PL                    | 18         | 2          | FACup+CdL       | 1+1             | 0               | -                  | -                  | -                  | -           | -           | -           | 20     | 2      |
| 2020-2021             | Southampton           | PL                    | 27         | 1          | FACup+CdL       | 3+1             | 1+0             | -                  | -                  | -                  | -           | -           | -           | 31     | 2      |
| 2021-2022             | Southampton           | PL                    | 12         | 1          | FACup+CdL       | 2+2             | 0               | -                  | -                  | -                  | -           | -           | -           | 16     | 1      |
| 2022-2023             | Southampton           | PL                    | 16         | 0          | FACup+CdL       | 2+5             | 0+1             | -                  | -                  | -                  | -           | -           | -           | 23     | 1      |
| Totale Southampton    | Totale Southampton    | Totale Southampton    | 73         | 4          |                 | 17              | 2               |                    | -                  | -                  |             | -           | -           | 90     | 6      |
| 2023-2024             | Standard Liegi        | D1                    | 23+5       | 1+0        | CB              | 2               | 0               | -                  | -                  | -                  | -           | -           | -           | 30     | 1      |
| Totale Standard Liegi | Totale Standard Liegi | Totale Standard Liegi | 77         | 10         |                 | 7               | 0               |                    | 6                  | 3                  |             | 1           | 0           | 91     | 13     |
| Totale carriera       | Totale carriera       | Totale carriera       | 150        | 14         |                 | 24              | 2               |                    | 6                  | 3                  |             | 1           | 0           | 171    | 19     |

### Cronologia presenze e reti in nazionale
| Cronologia completa delle presenze e delle reti in nazionale ― Mali | Cronologia completa delle presenze e delle reti in nazionale ― Mali | Cronologia completa delle presenze e delle reti in nazionale ― Mali | Cronologia completa delle presenze e delle reti in nazionale ― Mali | Cronologia completa delle presenze e delle reti in nazionale ― Mali | Cronologia completa delle presenze e delle reti in nazionale ― Mali | Cronologia completa delle presenze e delle reti in nazionale ― Mali | Cronologia completa delle presenze e delle reti in nazionale ― Mali |
| Data                                                                | Città                                                               | In casa                                                             | Risultato                                                           | Ospiti                                                              | Competizione                                                        | Reti                                                                | Note                                                                |
| ------------------------------------------------------------------- | ------------------------------------------------------------------- | ------------------------------------------------------------------- | ------------------------------------------------------------------- | ------------------------------------------------------------------- | ------------------------------------------------------------------- | ------------------------------------------------------------------- | ------------------------------------------------------------------- |
| 6-10-2017                                                           | Bamako                                                              | Mali                                                                | 0 – 0                                                               | Costa d'Avorio                                                      | Qual. Mondiali 2018                                                 | -                                                                   | 40’                                                                 |
| 11-11-2017                                                          | Libreville                                                          | Gabon                                                               | 0 – 0                                                               | Mali                                                                | Qual. Mondiali 2018                                                 | -                                                                   | 71’                                                                 |
| 23-3-2018                                                           | Liegi                                                               | Giappone                                                            | 1 – 1                                                               | Mali                                                                | Amichevole                                                          | -                                                                   | 60’                                                                 |
| 9-9-2018                                                            | Giuba                                                               | Sudan del Sud                                                       | 0 – 3                                                               | Mali                                                                | Qual. Coppa d'Africa 2019                                           | -                                                                   | 77’                                                                 |
| 12-10-2018                                                          | Bamako                                                              | Mali                                                                | 0 – 0                                                               | Burundi                                                             | Qual. Coppa d'Africa 2019                                           | -                                                                   | 85’                                                                 |
| 12-10-2018                                                          | Bujumbura                                                           | Burundi                                                             | 1 – 1                                                               | Mali                                                                | Qual. Coppa d'Africa 2019                                           | -                                                                   | 80’                                                                 |
| 17-11-2018                                                          | Libreville                                                          | Gabon                                                               | 0 – 1                                                               | Mali                                                                | Qual. Coppa d'Africa 2019                                           | -                                                                   | 67’                                                                 |
| 23-3-2019                                                           | Yaoundé                                                             | Mali                                                                | 3 – 0                                                               | Sudan                                                               | Qual. Coppa d'Africa 2019                                           | 1                                                                   | 50’                                                                 |
| 26-3-2019                                                           | Dakar                                                               | Senegal                                                             | 2 – 1                                                               | Mali                                                                | Amichevole                                                          | -                                                                   | 63’                                                                 |
| 16-6-2019                                                           | Doha                                                                | Algeria                                                             | 3 – 2                                                               | Mali                                                                | Amichevole                                                          | -                                                                   |                                                                     |
| 24-6-2019                                                           | Suez                                                                | Mali                                                                | 4 – 1                                                               | Mauritania                                                          | Coppa d'Africa 2019 - 1º turno                                      | -                                                                   | 31’ 61’                                                             |
| 28-6-2019                                                           | Suez                                                                | Tunisia                                                             | 1 – 1                                                               | Mali                                                                | Coppa d'Africa 2019 - 1º turno                                      | -                                                                   | 75’                                                                 |
| 8-7-2019                                                            | Suez                                                                | Mali                                                                | 0 – 1                                                               | Costa d'Avorio                                                      | Coppa d'Africa 2019 - Ottavi di finale                              | -                                                                   |                                                                     |
| 14-11-2019                                                          | Bamako                                                              | Mali                                                                | 2 – 2                                                               | Guinea                                                              | Qual. Coppa d'Africa 2021                                           | -                                                                   | 70’                                                                 |
| 17-11-2019                                                          | N'Djamena                                                           | Ciad                                                                | 1 – 4                                                               | Mali                                                                | Qual. Coppa d'Africa 2021                                           | 1                                                                   | 80’                                                                 |
| 13-11-2020                                                          | Bamako                                                              | Mali                                                                | 1 – 0                                                               | Namibia                                                             | Qual. Coppa d'Africa 2021                                           | -                                                                   | 71’                                                                 |
| 24-3-2021                                                           | Conakry                                                             | Guinea                                                              | 1 – 0                                                               | Mali                                                                | Qual. Coppa d'Africa 2021                                           | -                                                                   |                                                                     |
| 6-6-2021                                                            | Blida                                                               | Algeria                                                             | 1 – 0                                                               | Mali                                                                | Amichevole                                                          | -                                                                   |                                                                     |
| 1-9-2021                                                            | Agadir                                                              | Mali                                                                | 1 – 0                                                               | Ruanda                                                              | Qual. Mondiali 2022                                                 | -                                                                   | 65’                                                                 |
| 7-10-2021                                                           | Agadir                                                              | Mali                                                                | 5 – 0                                                               | Kenya                                                               | Qual. Mondiali 2022                                                 | -                                                                   | 74’                                                                 |
| 10-10-2021                                                          | Nairobi                                                             | Kenya                                                               | 0 – 1                                                               | Mali                                                                | Qual. Mondiali 2022                                                 | -                                                                   | 3’ 87’                                                              |
| 11-11-2021                                                          | Kampala                                                             | Ruanda                                                              | 0 – 3                                                               | Mali                                                                | Qual. Mondiali 2022                                                 | 1                                                                   | 80’                                                                 |
| 12-1-2022                                                           | Limbe                                                               | Tunisia                                                             | 0 – 1                                                               | Mali                                                                | Coppa d'Africa 2021 - 1º turno                                      | -                                                                   | 33’ 81’                                                             |
| 16-1-2022                                                           | Limbe                                                               | Gambia                                                              | 1 – 1                                                               | Mali                                                                | Coppa d'Africa 2021 - 1º turno                                      | -                                                                   | 40’ 70’                                                             |
| 26-1-2022                                                           | Limbe                                                               | Mali                                                                | 0 – 0 dts (5 – 6 dtr)                                               | Guinea Equatoriale                                                  | Coppa d'Africa 2021 - Ottavi di finale                              | -                                                                   | 70’                                                                 |
| 25-3-2022                                                           | Bamako                                                              | Mali                                                                | 0 – 1                                                               | Tunisia                                                             | Qual. Mondiali 2022                                                 | -                                                                   | 46’                                                                 |
| 29-3-2022                                                           | Radès                                                               | Tunisia                                                             | 0 – 0                                                               | Mali                                                                | Qual. Mondiali 2022                                                 | -                                                                   | 64’                                                                 |
| 4-6-2022                                                            | Bamako                                                              | Mali                                                                | 4 – 0                                                               | Rep. del Congo                                                      | Qual. Coppa d'Africa 2023                                           | -                                                                   | 55’                                                                 |
| 9-6-2022                                                            | Kampala                                                             | Sudan del Sud                                                       | 1 – 3                                                               | Mali                                                                | Qual. Coppa d'Africa 2023                                           | -                                                                   | 60’                                                                 |
| 23-9-2022                                                           | Bamako                                                              | Mali                                                                | 1 – 0                                                               | Zambia                                                              | Amichevole                                                          | -                                                                   | 63’                                                                 |
| 26-9-2022                                                           | Bamako                                                              | Mali                                                                | 0 – 0                                                               | Zambia                                                              | Amichevole                                                          | -                                                                   |                                                                     |
| 28-3-2023                                                           | Casablanca                                                          | Gambia                                                              | 1 – 0                                                               | Mali                                                                | Qual. Coppa d'Africa 2023                                           | -                                                                   | 58’                                                                 |
| 8-9-2023                                                            | Bamako                                                              | Mali                                                                | 4 – 0                                                               | Sudan del Sud                                                       | Qual. Coppa d'Africa 2023                                           | -                                                                   | 77’                                                                 |
| 6-9-2024                                                            | Bamako                                                              | Mali                                                                | 1 – 1                                                               | Mozambico                                                           | Qual. Coppa d'Africa 2025                                           | -                                                                   | 75’                                                                 |
| 10-9-2024                                                           | Mbombela                                                            | eSwatini                                                            | 0 – 1                                                               | Mali                                                                | Qual. Coppa d'Africa 2025                                           | -                                                                   | 18’                                                                 |
| 11-10-2024                                                          | Bamako                                                              | Mali                                                                | 1 – 0                                                               | Guinea-Bissau                                                       | Qual. Coppa d'Africa 2025                                           | -                                                                   | 59’                                                                 |
| Totale                                                              |                                                                     | Presenze                                                            | 36                                                                  |                                                                     | Reti                                                                | 3                                                                   |                                                                     |

## Palmarès

### Club
- Coppa del Belgio: 1

Standard Liegi: 2017-2018